# Presiune de stagnare
Nu confundați cu presiunea statică.
În dinamica fluidelor presiunea de stagnare, denumită și presiunea totală, este presiunea care ar fi dacă toată energia cinetică a fluidului ar fi convertită în presiune într-un mod reversibil. Este definită ca suma dintre presiunea statică și presiunea dinamică, ambele în curentul liber.
Ecuația lui Bernoulli aplicabilă curgerii incompresibile arată că presiunea de stagnare este egală cu presiunea dinamică și presiunea statică combinate. În curgerile compresibile, presiunea de stagnare este egală cu presiunea totală, cu condiția ca fluidul care intră în punctul de stagnare să fie adus în repaus izentropic. În aviație presiunea de stagnare este uneori denumită presiune Pitot.

## Mărime
Pentru curgeri incompresibile și fără schimbări de altitudine valoarea mărimii presiunii de stagnare poate fi obținută din ecuația lui Bernoulli Pentru două puncte oarecare 1 și 2:
{\displaystyle p_{1}+{\frac {\rho v_{1}^{2}}{2}}=p_{2}+{\frac {\rho v_{2}^{2}}{2}}}
Cele două puncte de interes sunt:
- în curgerea liberă la viteza relativă v, unde presiunea se numește „presiune statică” (de exemplu, departe de un avion care se mișcă cu viteza v); și
- într-un punct de „stagnare” unde fluidul este în repaus față de aparatul de măsurare (de exemplu, la capătul unui tub Pitot al unui avion).

Atunci
{\displaystyle p_{\text{statica}}+{\frac {\rho v^{2}}{2}}=p_{\text{stagnare}}+{\frac {\rho (0)^{2}}{2}}}
sau
{\displaystyle p_{\text{stagnare}}=P_{\text{statica}}+{\frac {\rho v^{2}}{2}}}
unde:
{\displaystyle p_{\text{stagnare}}} este presiunea de stagnare
{\displaystyle \rho } este densitatea fluidului
{\displaystyle v} este viteza fluidului
{\displaystyle p_{\text{statica}}} este presiunea statică
Deci, presiunea de stagnare este mai mare ca presiunea statică, cu cantitatea {\displaystyle {\frac {\rho v^{2}}{2}}}, care este presiunea dinamică, deoarece rezultă din mișcarea fluidului. În exemplul cu avionul, presiunea de stagnare ar fi presiunea atmosferică plus presiunea dinamică.
Însă într-o curgere compresibilă densitatea fluidului este mai mare în punctul de stagnare decât în punctul static. Prin urmare relația {\displaystyle \rho v^{2}/2} nu poate fi utilizată pentru presiunea dinamică. În multe cazuri, în curgerea compresibilă entalpia de stagnare sau temperatura de stagnare  joacă un rol similar cu presiunea de stagnare în curgerea incompresibilă.

## Curgere compresibilă
Presiunea de stagnare este presiunea statică a unui gaz atunci când este adus în stare de repaus de la numărul Mach M printr-un proces izentropic.
{\displaystyle {\frac {p_{t}}{p}}=\left(1+{\frac {\gamma -1}{2}}M^{2}\right)^{\frac {\gamma }{\gamma -1}}}
sau, presupunând un proces izentropic, presiunea de stagnare poate fi calculată din raportul dintre temperatura de stagnare și temperatura statică:
{\displaystyle {\frac {p_{t}}{p}}=\left({\frac {T_{t}}{T}}\right)^{\frac {\gamma }{\gamma -1}}}
unde:
{\displaystyle p_{t}} este presiunea de stagnare;
{\displaystyle p} este presiunea statică;
{\displaystyle T_{t}} este temperatura de stagnare;
{\displaystyle T} este temperatura statică;
{\displaystyle \gamma } este coeficientul de transformare adiabatică.
Deducerea de mai sus este valabilă numai pentru cazul în care gazul este presupus a fi gaz perfect, la care capacitățile termice masice și raportul dintre aceste capacități (coeficientul de transformare adiabatică), {\displaystyle \gamma ,} sunt presupuse a fi constante cu temperatura.